# Pinnula (zoologia)
In zoologia il termine pinnula può assumere significati differenti a secondo che sia riferito a celenterati, crinoidi o pesci.

## Celenterati

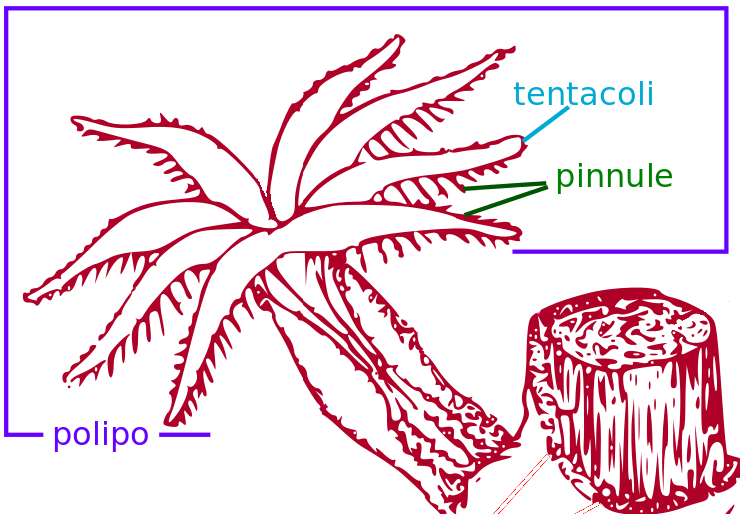
Rappresentazione schematica di un ottocorallo

Tra i celenterati le pinnule sono le brevi appendici laterali dei tentacoli dei polipi, disposti ad angolo retto rispetto all'asse principale del tentacolo, come i denti di un pettine.

Tali strutture sono comuni tra gli idrozoi e gli antozoi (in particolare tra gli ottocoralli ma anche tra gli antipatari), e conferiscono ai tentacoli un aspetto piumoso.
Hanno la doppia funzione di organuli sensoriali e prensili, contribuendo ad aumentare la superficie di cattura del plancton.

## Crinoidi

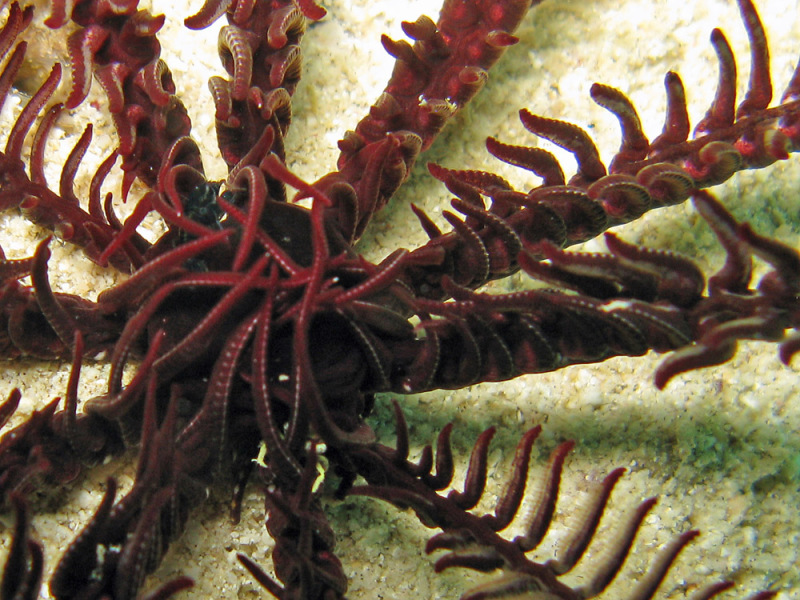
Pinnule di crinoide comatulide

Le braccia degli echinodermi crinoidi hanno delle appendici cave chiamate pinnule che assolvono diverse funzioni. Man mano che ci si sposta verso la porzione distale delle braccia, le pinnule diminuiscono in dimensioni e lunghezza. Quelle vicine alla porzione orale, dette pinnule orali, sono le più grandi e sono dotate di ramificazioni di terz'ordine dette podia, munite di papille sensoriali. Le pinnule intermedie, dette pinnule genitali, in epoca riproduttiva si distinguono dalle altre per la presenza di una piccola sporgenza ovoidale in cui portano le gonadi.
Le pinnule possono essere semplici o biforcate, e in tal caso sono dette isotome, quando hanno due braccia uguali, o eterotome quando sono disuguali.

## Pesci

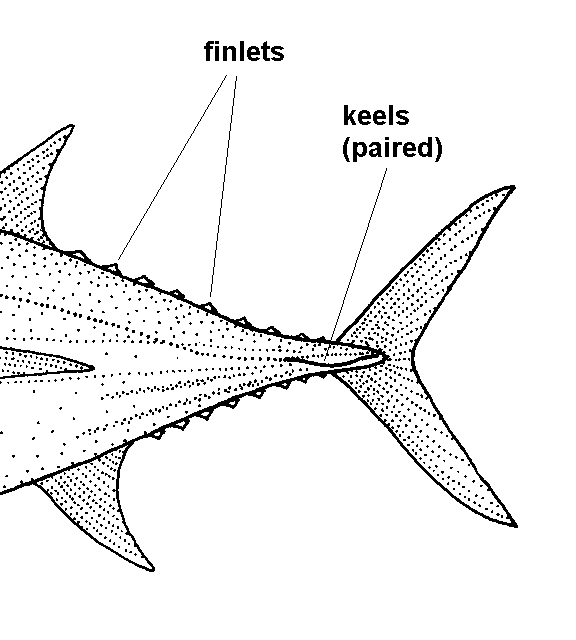
Peduncolo caudale con pinnule (finlets) e carene (keels) di Thunnus obesus

Alcuni pesci ossei hanno delle piccole pinne prive di raggi presenti sul peduncolo caudale dette pinnule. Sono presenti quasi esclusivamente in pesci pelagici forti nuotatori. La loro funzione è quella di ridurre la vorticosità dell'acqua spostata dal movimento della pinna caudale, che sviluppa la maggior parte dell'energia impiegata nel nuoto. Non tutti i pesci pelagici però le posseggono, i marlin o i pesci spada, per esempio, non presentano pinnule. Non è ben chiaro se siano da considerarsi vere pinne o semplici espansioni del tegumento dorsale. Alcuni squali come lo squalo mako hanno piccole pinne dorsali ed anali simili a pinnule.
Alcuni esempi:
- tutti gli Scombridae come il tonno, la palamita o lo sgombro
- gli Scomberesocidae come la costardella
- alcuni Carangidae come  Elegatis bipinnulata